# Stazione di Collevecchio-Poggio Sommavilla
La stazione di Collevecchio-Poggio Sommavilla è una fermata ferroviaria posta sulla linea Firenze–Roma. Si trova nel territorio comunale di Collevecchio, nella frazione di Poggio Sommavilla nella Valle del Tevere.

## Movimento
La fermata è servita dai treni della linea FL1 delle Ferrovie Laziali, linea metropolitana che collega Orte a Fiumicino Aeroporto.

## Servizi
- Parcheggio di scambio
- Fermata linee Cotral
- Orario dei treni dalla stazione di Collevecchio-Poggio Sommavilla - RFI Ferrovie dello Stato[2]